# Crasville (Manche)
Crasvile ist eine französische Gemeinde mit 223 Einwohnern (Stand: 1. Januar 2022) im Département Manche in der Region Normandie. Sie gehört zum Arrondissement Cherbourg und zum Kanton Val-de-Saire.

## Lage
Die Gemeinde liegt auf der Halbinsel Cotentin. Sie grenzt im Osten an den Ästuar der Seine, einer Bucht des Ärmelkanals. Nachbargemeinden sind Quettehou im Norden, Aumeville-Lestre im Süden und Octeville-l’Avenel im Westen.

## Bevölkerungsentwicklung
| Jahr      | 1962 | 1968 | 1975 | 1982 | 1990 | 1999 | 2008 | 2018 |
| --------- | ---- | ---- | ---- | ---- | ---- | ---- | ---- | ---- |
| Einwohner | 219  | 211  | 186  | 176  | 216  | 255  | 240  | 230  |

## Sehenswürdigkeiten
- Pavillon de Grenneville, Monument historique seit 1994
- Kirchen Sainte-Colombe und Notre-Dame

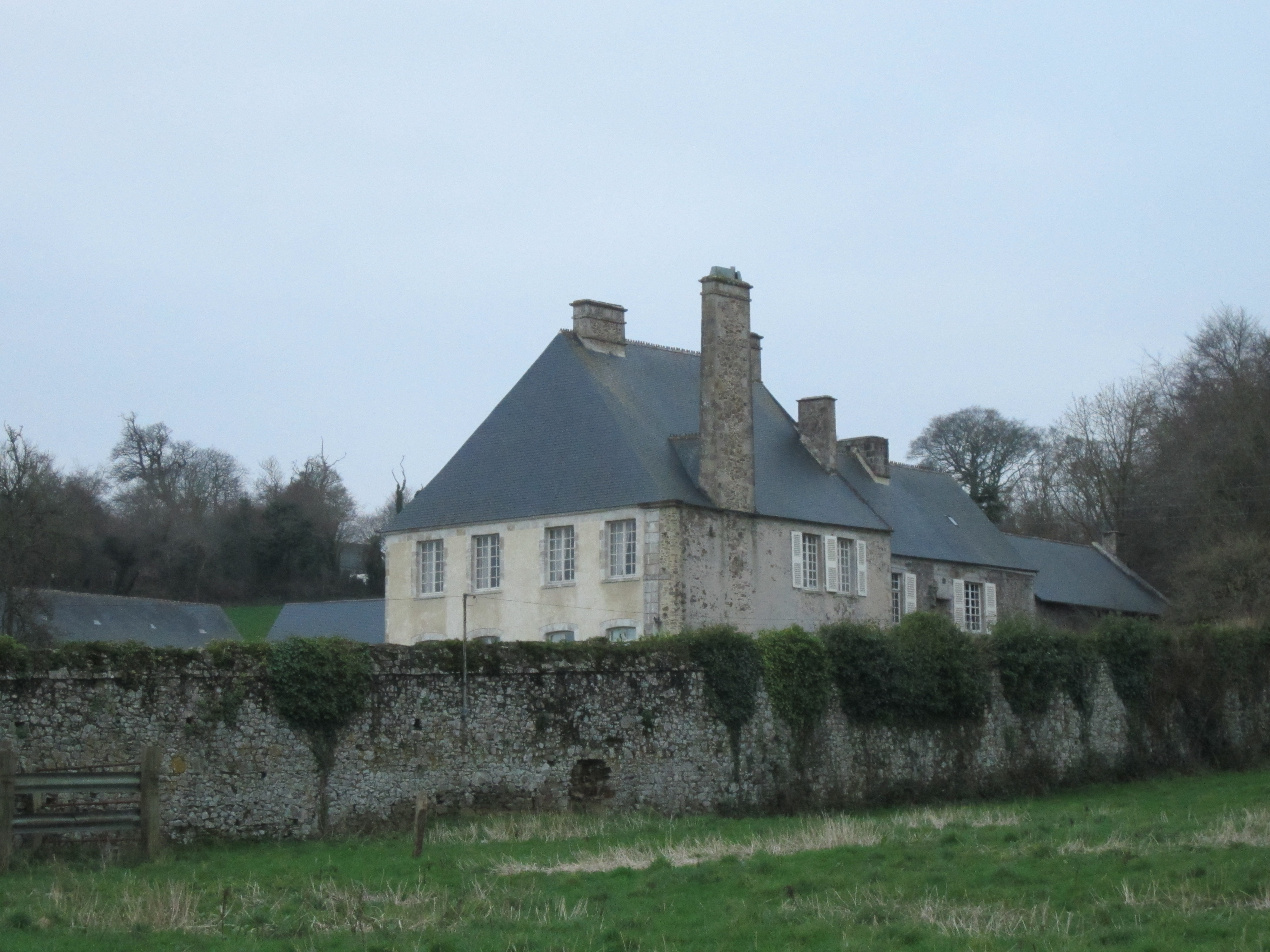
Pavillon de Grenneville mit seinen Schornsteinen